# Lust Lust Lust
Lust Lust Lust è il terzo album in studio del gruppo musicale rock danese The Raveonettes, pubblicato nel 2007 nel Regno Unito e nel 2008 negli Stati Uniti.

## Tracce
1. Aly, Walk with Me – 4:58
2. Hallucinations – 2:59
3. Lust – 3:38
4. Dead Sound – 3:33
5. Black Satin – 2:39
6. Blush – 3:17
7. Expelled From Love – 3:15
8. You Want the Candy – 3:07
9. Blitzed – 3:03
10. Sad Transmission – 3:08
11. With My Eyes Closed – 2:36
12. The Beat Dies – 3:57

## Formazione
- Sune Rose Wagner - chitarra, voce, altri strumenti
- Sharin Foo - voce, chitarra, percussioni, basso